# Tanaquil Le Clercq
Tanaquil Le Clercq (París, 2 de octubre de 1929-Nueva York, 31 de diciembre de 2000) fue una bailarina estadounidense. Estudió en la School of American Ballet dirigida por George Balanchine y formó parte de la Ballet Society de la que emergió en 1948 el New York City Ballet, compañía a la que estuvo estrechamente unida. Se la considera la primera de una generación de bailarinas de ballet genuinamente norteamericana y la musa de coreógrafos tan decisivos para la evolución de la danza en los Estados Unidos como Balanchine y Jerome Robbins. Entre sus creaciones memorables sobresalen La Valse (1951) de Balanchine sobre música de Ravel y Afternoon of a Faun (1953) de Robbins sobre música de Debussy que le dieron fama internacional. Le Clercq estuvo casada con Balanchine entre 1952 y 1969.

## Comienzos
Tanaquil Le Clercq nació en París hija del escritor francés Jacques Le Clercq y la norteamericana Edith Whittemore y creció en Nueva York a donde sus padres se trasladaron siendo ella pequeña. Allí inició a los siete años sus estudios de ballet en la escuela de Mikhail Mordkin, antiguo bailarín del Teatro Bolshoi de Moscú y exmiembro de los Ballets Rusos de Diaghilev. En 1941 entró en la School of American Ballet creada en 1934 por Lincoln Kirstein y Balanchine y pasó en 1946 a la Ballet Society fundada por Kirstein y Balanchine como una sociedad privada para el fomento de las artes escénicas. Durante esta etapa la jovencísima Tanaquil apareció ya en papeles principales en los ballets de Balanchine Symphonie Concertante (mús. Mozart) junto a la estrella de la compañía Maria Tallchief, Four Temperaments (mús. Hindemith) y Orpeheus (mús. Stravinsky) como la primera de las bacantes.

## En el New York City Ballet

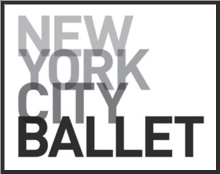
Logo del New York City Ballet.

El éxito de estas producciones de la Ballet Society contribuyó decisivamente a la fundación en 1948 del New York City Ballet en el conjunto del New York City Center of Music and Drama. En este nuevo marco Tanaquil Le Clercq desplegó sus talentos en numerosas creaciones de Balanchine que adaptó a la silueta moderna y americana pero también lírica y misteriosa de su bailarina su innovador concepto del estilo clásico. Entre ellas cabe citar Bourrée fantasque (1949), La Valse (1951) o Western Symphony (1954). También Jerome Robbins supo ver la veta enigmática de Le Clercq en Afternoon of a Faun (1953), una visión moderna del legendario ballet de Nijinski La siesta de un fauno, y en un episodio introspectivo de su ballet esencialmente cómico The Concert (1956) con música de Chopin.
Durante la gira europea del New York City Ballet en el verano de 1956 Tanaquil Le Clercq contrajo poliomielitis en Copenhague y su carrera de bailarina quedó truncada en el cenit de su arte cuando sólo contaba 27 años. Su destino trágico conmocionó en su día al mundo de la danza. Supeditada a la silla de ruedas Le Clercq desapareció de la primera línea escénica pero siguió atenta a la actualidad de la danza, dio clases de ballet desde la silla de ruedas en el Dance Theatre of Harlem y en 1998 recibió un gran homenaje público en el New York State Theatre con motivo del cincuenta aniversario del New York City Ballet.
Tanaquil Le Clercq murió a los 71 años en la Nochevieja de 2000 en el New York Hospital por neumonía y fallo renal.